# Culot (pont)
Dans le domaine des ouvrages d'art, un culot désigne une pièce métallique sur laquelle est fixée l’extrémité d’un câble, l’about de câble, et qui permet de le liaisonner au reste de la construction. Il peut donc y avoir des culots de suspente, de câble d’ancrage ou de câble porteur.

Coupe d'un culot de câble de pont suspendu

Schéma d'une suspente du pont d'Aquitaine, avec les culots en pied de suspente

## Composition
Il s’agit d'une pièce creuse, en acier moulé et pourvue extérieurement d’oreilles qui permettent d’établir la liaison avec la structure.
Le câble entre dans le culot par l’ouverture étrécie, ou col du culot et s’élargit dans la partie creuse interne du culot, ou chambre du culot. Cette partie creuse a la forme d'un tronc de cône évasé vers la sortie, ou quelquefois aussi une forme presque cylindrique, aménagée en calotte creuse, du côté du col d'entrée.

## Montage du culot et du câble
L'about de câble est engagé dans le col du culot, et on bloque ensuite culot et about de câble, dans une mordache spéciale. Après quoi, on décortique l'extrémité du câble en séparant, à l'épissoir, les fils les uns des autres, en rabattant l'extrémité de chacun des fils dans l'intérieur même du culot et régalant largement les fils, ainsi séparés, dans la chambre du culot. Il faut que ce régalage soit fait soigneusement, de telle sorte qu'il n'existe pas de vide trop exigu soit entre fils entre eux, soit entre fils et parois de la chambre du culot, sinon le produit fusible, à verser ultérieurement pénétrerait mal et remplirait mal ces vides trop petits.
Disposé verticalement, sa grande ouverture tournée vers le haut, le culot est chauffé préalablement au four portatif, vers 150-180 °C, de manière à faire disparaître toute trace d'humidité interne et chasser les vapeurs pouvant résulter du goudron apporté par les fils.
Le produit fusible de remplissage est chauffé séparément puis versé dans le culot chaud, par petites passes successives, de manière que ce produit, restant bien liquide après avoir été versé, remplisse exactement tous les vides et interstices.
Le métal fusible peut être du zinc pur. C'est le produit spécialement en usage aux États-Unis, ou du zinc alumineux, plus fusible. En France, on utilisait, en principe, un plomb antimonieux, dont le point de fusion est inférieur à 400 °C.